# Bobby Day
Bobby Day, egentligt namn Robert James Byrd, född 1 juli 1928 i Fort Worth, Texas, död 27 juli 1990 i Los Angeles, Kalifornien, var en amerikansk musiker och sångare. Hans största hit var "Rockin' Robin" (1958). Låten nådde andraplatsen på amerikanska Billboard Hot 100-listan. B-sidan på singeln var den av Day komponerade låten "Over and Over" som sent 1965 blev USA-etta i en inspelning av The Dave Clark Five. Day komponerade också låten "Little Bitty Pretty One" som 1957 var en hit för sångaren Thurston Harris.

## Fotnoter
1. 1 2  Find a Grave, Find A Grave-ID: 6914282, läs online.[källa från Wikidata]
2. ↑  https://www.billboard.com/charts/hot-100/1958-10-11/